# پدرو رودریگز
پدرو الیزر رودریگز لدسما (به اسپانیایی: Pedro Eliezer Rodríguez Ledesma)(زاده ۲۸ ژوئیه ۱۹۸۷) بازیکن فوتبال اهل اسپانیا است که برای باشگاه لاتزیو بازی می‌کند.
وی فوتبال حرفه‌ای را از بارسلونا شروع کرده ۲۰۰۴ تا ۲۰۱۵ در رده‌های مختلف سنی این باشگاه عضویت داشته‌است، وی در اوت ۲۰۱۵ به چلسی با قراردادی ۱۹ تا ۲۱٫۴ میلیون پوندی پیوست و در نخستین بازی خود در کمتر از ۳۸ دقیقه یک پاس گل برای دیگو کاستا ارسال کرد و یک گل نیز به ثمر رساند وی همچنین سابقه قهرمانی در لیگ برتر، جام حذفی، لیگ اروپا را به همراه چلسی در کارنامه دارد، در فینال جام حذفی با تک گل هازارد از روی نقطه پنالتی منچستر مورینیو را شکست دادند و همچنین در فینال لیگ اروپا در آذربایجان با نتیجه چهار بر یک آرسنالِ اونای امری را شکست دادند.
او و لیونل مسی تنها بازیکنانی در جهان هستند که در یک فصل در تمامی جامهای معتبر باشگاهی در جهان موفق به گلزنی شده‌اند و از این نظر در دنیا بی‌نظیر هستند. او در تیم ملی اسپانیا بازی می‌کرد. وی در پست مهاجم است که در دو طرف چپ و راست حمله بسیار خوب بازی می‌کند. وی بازیکنی راست پاست. همچنین او محصول کارخانهٔ بازیکن‌سازی بارسلونا(لاماسیا) است که هر ساله بازیکنان جدیدی را به تیم اصلی منتقل می‌کند. او در قهرمانی تیم بارسلونا در سوپر جام اروپا و جام باشگاه‌های جهان با گلزنی‌های خود نقش بسیار مهمی داشته‌است. پدرو سومین گل زن تیم بارسا بعد از لیونل مسی و داوید ویا در سال ۲۰۱۰–۲۰۱۱ بوده‌است.

## سابقه ملی
پدرو در ۲۰ مه ۲۰۱۰ توسط ویسنته دل بوسکه در اسپانیا در لیست ۲۳ نفری تیم ملی اسپانیا در رقابت‌های جام جهانی ۲۰۱۰ آفریقای جنوبی قرار گرفت.
او اولین بازی خود را در بازی دوستانه اسپانیا مقابل عربستان سعودی (۳–۲) که با برد اسپانیا به اتمام رسید انجام داد.
در ۸ ژوئن ۲۰۱۰ در بازی اسپانیا مقابل لهستان پدرو اولین گل در تیم ملی را در کارنامه خود ثبت کرد.
وی با اینکه تجربه کمتری نسبت به فرناندو تورس داشت در بازی فینال جام جهانی ۲۰۱۰ مقابل هلند دربه جای فرناندو تورس ترکیب اصلی این تیم قرار داشت که با تک گل آندرس اینیستا به پایان رسید و منجر به قهرمانی تیم ملی اسپانیا در رقابت‌های جام جهانی ۲۰۱۰ آفریقای جنوبی شد.

## افتخارات
- قهرمانی جام جهانی (۱): ۲۰۱۰
- قهرمانی جام ملت‌های اروپا (۱): ۲۰۱۲
- باشگاهی اسپانیا(لا لیگا) (۵): ۲۰۰۸–۲۰۰۹٬۲۰۰۹–۲۰۱۰٬۲۰۱۰–۲۰۱۱، ۲۰۱۲–۲۰۱۳، ۲۰۱۴–۲۰۱۵
- قهرمانی جام حذفی اسپانیا(کوپا دل ری) (۳): ۲۰۰۸–۲۰۰۹ ۲۰۱۱–۲۰۱۲ ۲۰۱۴–۲۰۱۵
- قهرمانی سوپر جام اسپانیا (۴): ۲۰۰۹، ۲۰۱۰، ۲۰۱۱، ۲۰۱۳
- قهرمانی جام باشگاه‌های اروپا (۳): ۲۰۰۸–۲۰۰۹٬۲۰۱۰–۲۰۱۱، ۲۰۱۴–۲۰۱۵
- قهرمانی سوپر جام اروپا(۳): ۲۰۰۹–۲۰۱۰٬۲۰۱۱–۲۰۱۲، ۲۰۱۴–۲۰۱۵
- قهرمانی جام باشگاه‌های جهان (۲): ۲۰۰۹–۲۰۱۰٬۲۰۱۱–۲۰۱۲

تمامی این عناوین به همراه باشگاه بارسلونا به دست آمده‌اند.
- دقایق حضور در بارسلونا
- پدرو از فصل ۲۰۰۷–۲۰۰۸ به بارسلونای بزرگسالان وارد شده‌است. دقایق بازی پدرو در هر فصل برای بارسلونا از قرار زیر است
- ۲۰۰۷–۲۰۰۸: ۷ دقیقه بدون گل زده
- ۲۰۰۸–۲۰۰۹ :۳۶۵ دقیقه و ۱۱ گل زده
- ۲۰۰۹–۲۰۱۰: ۲۱۱۵ دقیقه و ۱۲ گل زده
- ۲۰۱۰–۲۰۱۱: ۲۱۴۰ دقیقه و ۱۳ گل زده
- ۲۰۱۱–۲۰۱۲: ۱۶۲۶ دقیقه و ۱۵ گل زده
- ۲۰۱۲–۲۰۱۳: ۲۰۷۲ دقیقه و ۱۷ گل زده
- ۲۰۱۳–۲۰۱۴: ۲۳۵۸ دقیقه و ۱۵ گل زده
- ۲۰۱۴–۲۰۱۵: ۱۵۴۲ دقیقه و ۱۶ گل زده
- و قهرمانانی در لیگ اروپا در فصل ۲۰۱۹.۲۰۱۸(با چلسی)
- قهرمانی در پرمیرلیگ (لیگ برتر انگلیس)در فصل ۲۰۱۷.۲۰۱۶(با چلسی)